# Pedicularis foliosa
Pedicularis foliosa är en snyltrotsväxtart som beskrevs av Carl von Linné. Pedicularis foliosa ingår i släktet spiror, och familjen snyltrotsväxter. Inga underarter finns listade i Catalogue of Life.